# Irianmenes schneideri
Irianmenes schneideri är en stekelart som först beskrevs av Giordani Soika 1943.  Irianmenes schneideri ingår i släktet Irianmenes och familjen Eumenidae. Inga underarter finns listade i Catalogue of Life.